# Beravina
Beravina is een plaats en commune in het westen van Madagaskar, behorend tot het district Morafenobe, dat gelegen is in de regio Melaky. Tijdens een volkstelling in 2001 telde de plaats 2.505 inwoners.
De plaats biedt naast lager onderwijs ook middelbaar onderwijs aan. 50 % van de bevolking werkt als landbouwer en 50 % houdt zich bezig met veeteelt. Het belangrijkste landbouwproduct is rijst; andere belangrijke producten zijn bananen, suikerriet en maniok.